# Manuelle Parameter
Die Manuellen Parameter bestehen aus Elementen der distinktiven Merkmalsklassen Handform, Handstellung (Handorientierung), Ausführungsstelle und Bewegung.
Ändert sich ein Element einer dieser Klassen, so kann eine Gebärde mit völlig anderer Bedeutung entstehen. Zwei Gebärden, die sich nur in einem Element unterscheiden, werden als Minimalpaar bezeichnet. Dadurch wird bewiesen, dass die 4 Komponenten/Elemente von Gebärdensprachen eine ähnliche Bedeutung haben wie die Phoneme der Lautsprachen.

## Handform
In Gebärdensprachen bezeichnet die Handform die charakteristische Stellung der Hände beim Bilden von Wörtern bzw. Gebärden. In verschiedenen Gebärdensprachen werden unterschiedliche Handformen verwendet.
Die Handform wird als Position bzw. Stellung der Finger zum Handballen definiert und teilweise mit HF abgekürzt.
Mögliche Handformen werden durch eine Vielzahl mechanischer und neuronaler Faktoren eingeschränkt. Evolutionäre Kräfte haben dazu geführt, dass einige Handformen für den Menschen einfacher oder natürlicher zu erzeugen sind als andere. Diese Tendenzen können wie folgt zusammengefasst werden:
1. Der ausgewählte (ausgestreckte) Finger ist entweder der Daumen oder der Zeigefinger.
2. Benachbarte Finger sind gekoppelt.
3. Alle Finger haben die gleiche Form.

Eine Studie zu Handformen aus dem Jahr 2022 ergab, dass 85,6 % der Handformen in 33 Gebärdensprachen diesen biologischen Tendenzen entsprechen. Darüber hinaus wurde festgestellt, dass 35 Handformen in 89,2 % der 33 untersuchten Sprachen vertreten waren. Handformen, die diesen Tendenzen nicht entsprachen, waren beim Fingeralphabet häufig. Dies kann daran liegen, dass das Fingeralphabet eher ein Ergebnis von Kultur und explizitem Lernen ist als auf natürliche Weise entstanden ist.

## Handstellung
Die Handstellung (Orientierung) ist der charakteristische relative Grad der Drehung der Hand beim Gebärden.
Mit der Handstellung ist die Stellung der Handfläche und der gestreckten Finger im räumlichen Verhältnis zwischen Hand und Körper aus der Perspektive des Sprechers gemeint. Teilweise wird die Handstellung mit HS abgekürzt.

## Ausführungsstelle
Die Ausführungsstelle in der Gebärdensprache bezieht sich auf bestimmte Stellen, die die Hände einnehmen, wenn sie mit ihnen Gebärden bilden. Eine bestimmte Angabe einer Lage, beispielsweise der Brust oder der Schläfe, kann als Phonem betrachtet werden. Unterschiedliche Gebärdensprachen können unterschiedliche Lagen verwenden. Mit anderen Worten: unterschiedliche Gebärdensprachen können über unterschiedliche Inventare an Lagephonemen verfügen.
Die Ausführungsstelle bezeichnet die Ebene am Körper oder im Gebärdenraum an dem die Gebärde ausgeführt wird. Der Gebärdenraum lässt sich in die drei Ebenen frontal, senkrecht und waagerecht einteilen. Die frontale Ebene lässt sich in vorne und hinten, die senkrechte Ebene in rechts und links sowie die waagerechte Ebene in oben und unten spezifizieren. Teilweise wird die Ausführungsstelle mit AS abgekürzt.

## Bewegung
Bewegungen bezeichnen die charakteristischen Handbewegungen, aus denen Gebärden gebildet werden. Unterschiedliche Gebärdensprachen verwenden unterschiedliche Bewegungsarten. Einige Behandlungsweisen unterscheiden zwischen Bewegung und Halten – Gebärden oder Teile von Gebärden, die eine Bewegung beinhalten, und solchen, bei denen die Hände still gehalten werden.
Das Verstehen der Bewegung einer Gebärde führt erst zum Erkennen der Gebärde. Dabei ist es insbesondere wichtig die spezifischen Teile der Bewegung Bewegungstyp, Ausführungsart und Bewegungsrichtung aufzuschlüsseln. Die Bewegung wird teilweise mit B abgekürzt.